# Национальное объединение строителей
Национальное объединение строителей создано 10 ноября 2009 года по решению I Всероссийского Съезда саморегулируемых организаций (СРО), основанных на членстве лиц, осуществляющих строительство, реконструкцию, капитальный ремонт, снос объектов капитального строительства. С момента образования и по апрель 2014 года Президентом Национального объединения строителей являлся Герой Социалистического труда, заслуженный строитель России Ефим Басин. 25 апреля 2014 года в Москве на VIII Всероссийском съезде саморегулируемых организаций Ефим Басин избран Почетным Президентом НОСТРОЙ. Вторым Президентом НОСТРОЙ 25 апреля 2014 года на VIII Всероссийском съезде саморегулируемых организаций был избран Николай Кутьин. Третий Президент Ассоциации «Национальное объединение строителей» (НОСТРОЙ) Андрей Молчанов, избран 21 марта 2016 года в Москве на XI Всероссийском съезде саморегулируемых организаций 22 апреля 2019 года в Москве на ХVII Всероссийском съезде саморегулируемых организаций в строительстве четвертым Президентом НОСТРОЙ избран Антон Николаевич Глушков. 

## Руководство Национального объединения строителей
22 апреля 2019 года в Москве на ХVII Всероссийском съезде саморегулируемых организаций в строительстве Президентом НОСТРОЙ избран Антон Николаевич Глушков, переизбран 21 апреля 2023 года на XXII Всероссийском съезде саморегулируемых организаций в строительстве. Вице-президенты - Аркадий Чернецкий, Александр Ишин и Антон Мороз. Руководитель аппарата — Сергей Кононыхин.

## Структура
Высшим органом управления является Всероссийский съезд саморегулируемых организаций, который по Уставу НОСТРОЙ созывается не реже одного раза в год. Президент Национального объединения строителей является единоличным исполнительным органом и избирается Съездом тайным голосованием сроком на четыре года.
Для обеспечения координации деятельности СРО в федеральных округах и городах федерального значения проводятся окружные конференции членов НОСТРОЙ. В окружных конференциях принимают участие СРО, зарегистрированные на территории соответствующего федерального округа. На конференциях члены НОСТРОЙ вырабатывают общую позицию округа для представления на Совете НОСТРОЙ и на Всероссийском съезде.
В Национальном объединении строителей также создана система Комитетов — специализированных постоянно действующих коллегиальных органов при Совете, состоящая из семи отраслевых Комитетов и девяти подкомитетов. Основная задача Комитетов — формирование позиции НОСТРОЙ по вопросам совершенствования законодательства в строительной сфере, технического регулирования и унификации документов СРО.
В состав Комитетов входят около 300 представителей саморегулируемых организаций, компаний строительного комплекса, профильных учебных заведений, а также эксперты в области строительства и законодательства.

## Деятельность
НОСТРОЙ — крупнейшее объединение СРО в области строительства, основанное на обязательном членстве в силу закона. На апрель 2022 года в Национальное объединение строителей входят 224 саморегулируемые организации.
Само объединения декларирует такие цели:
1. совершенствование системы технического регулирования в строительстве,
2. совершенствование систем подготовки кадров для строительной отрасли и подтверждения квалификации специалистов,
3. содействие улучшению инвестиционного климата,
4. внедрение информационно-коммуникационных технологий,
5. поддержка малого бизнеса,
6. противодействие коммерциализации саморегулирования, совершенствование законодательства и методологии в сфере саморегулирования.

## Основные результаты
Завершился большой двухгодичный цикл работ по актуализации 83 сводов правил (СНиП) обязательного применения, в котором Национальное объединение строителей принимало активное участие.
В соответствии с утверждённой Минрегионом России Программой гармонизации российских и европейских нормативных документов НОСТРОЙ организовал перевод, техническое редактирование, сопоставительный анализ по основным показателям и разработку национальных приложений к 55-ти частям Еврокодов (Eurocode).
В целях обеспечения доказательной базы будущего Технического регламента Таможенного союза «О безопасности зданий и сооружений, строительных материалов и изделий» разработаны 9 межгосударственных строительных норм.
В течение 2011—2012 годов с привлечением ведущих НИИ в области строительства и строительного сообщества Национальным объединением строителей разработаны и утверждены 84 стандарта на правила выполнения работ (в разработке — ещё более 80 стандартов). 15 октября 2012 года НОСТРОЙ, НОП и НОИЗ подписали соглашение о сотрудничестве с Правительством Москвы. Один из главных пунктов соглашения — принятие стройкомплексом Москвы стандартов НОСТРОЙ.
НОСТРОЙ проделал огромную работу по формированию модели единой для всех СРО системы аттестации (ЕСА). Разработано около 15 000 вопросов-ответов. Ежемесячно аттестационными комиссиями саморегулируемых организаций выдается 8-10 тысяч аттестатов.
В 2011 году проведено исследование наличия административных барьеров при реализации инвестиционных проектов в жилищном строительстве. Застройщикам в среднем требуется пройти более 100 разрешительных процедур, затратить при этом около 3-х лет (от проекта до ввода в эксплуатацию), потратив на согласования до 25 млн.рублей, включая стоимость подключения к сетям инженерно-технического обеспечения. Результаты исследования были предоставлены в Правительство РФ с конкретными предложениями по резкому сокращению названных процедур.